# VW EA211 evo 2
Der „evo 2“ ist die überarbeitete Version des Ottomotors VW EA211 evo. Es gibt Drei- und Vierzylinder-Varianten des Aluminium-Reihenmotors. Die Weiterentwicklung erfolgte im Hinblick auf die Euro-7-Abgasnorm. Basis des Motors sind weiter das Miller-Brennverfahren und ein Turbolader mit variabler Turbinengeometrie (VTG-Lader).
Beim EA211 evo 2 haben die Kolben eingegossene Kühlkanäle. Die Verdichtung wurde von 10,5 auf 12,0 erhöht. Der Einspritzdruck beträgt weiterhin bis zu 350 bar. Weiter wurde beim Vierzylinder die Zylinderabschaltung verbessert („ACTplus“): Wie beim Vorgängeraggregat laufen bei niedrigen und mittleren Lasten und Drehzahlen der zweite und dritte Zylinder ohne Verbrennungsvorgänge einfach mit, jedoch wurde der Einsatzbereich der Funktion vergrößert. Drei-Wege-Katalysator und Ottopartikelfilter wurden in einem Modul zusammengefasst und zur Verbesserung des Wirkungsgrades näher am Motor platziert („motornahe Abgasreinigung MAR“). Darüber hinaus konnte in dem Abgasmodul der Einsatz an Edelmetallen verringert werden. Der Motor kommt auch als eTSI-Variante mit einem Riemenstartergenerator anstelle des klassischen Anlassers.
Die Motorenvariante mit 1,5 l Hubraum wurde Mitte 2022 als erstes im VW T-Roc eingesetzt. Grundsätzlich wird der Motor in alle Baureihen von VW Polo bis VW Passat eingebaut. Es sollen Hybridversionen mit 200 kW (272 PS) möglich sein.